# 2016年伊朗專家議會選舉
第五屆伊朗專家會議選舉於2016年2月26日在伊朗舉行，以選舉伊朗專家會議成員。專家會議的全部88名成員被稱為伊智提哈德（伊斯蘭神職人員），均為直接選出。選舉原定於2014年舉行，但為了與伊斯蘭議會同時舉行而推遲了選舉至2016年。